# Literatura disidenților

## Literatura dizidenților
Lista scriitorilor dizidenți

## România
- Paul Goma
- Mircea Dinescu
- Norman Manea
- Dumitru Țepeneag
- Doina Cornea
- Radu Tudoran
- Liviu Cangeopol
- Ioan Petru Culianu
- Nina Cassian
- Ana Blandiana
- Panait Istrati
- Iordan Chimet
- Augustin Buzura

## Rusia
- Evghenii Zamiatin
- Mihail Bulgakov
- Nadejda Mandelștam
- Osip Mandelștam
- Vladimir Bukovski
- Andrei Platonov
- Boris Pasternak
- Aleksandr Soljenițîn
- Marina Țvetaeva